# Viktor Flessl
Viktor Flessl (6. november 1898 - 18. december 1943) var en østrigsk roer.
Flessl vandt bronze i dobbeltsculler ved OL 1928 i Amsterdam (sammen med Leo Losert). Amerikanerne Paul Costello og Charles McIlvaine vandt guld, mens Joseph Wright jr. og Jack Guest fra Canada tog sølvmedaljerne.
Flessl blev dræbt i kamp under 2. verdenskrig.

## OL-medaljer
- 1928:  Bronze i dobbeltsculler